# Tiva-C LaunchPad

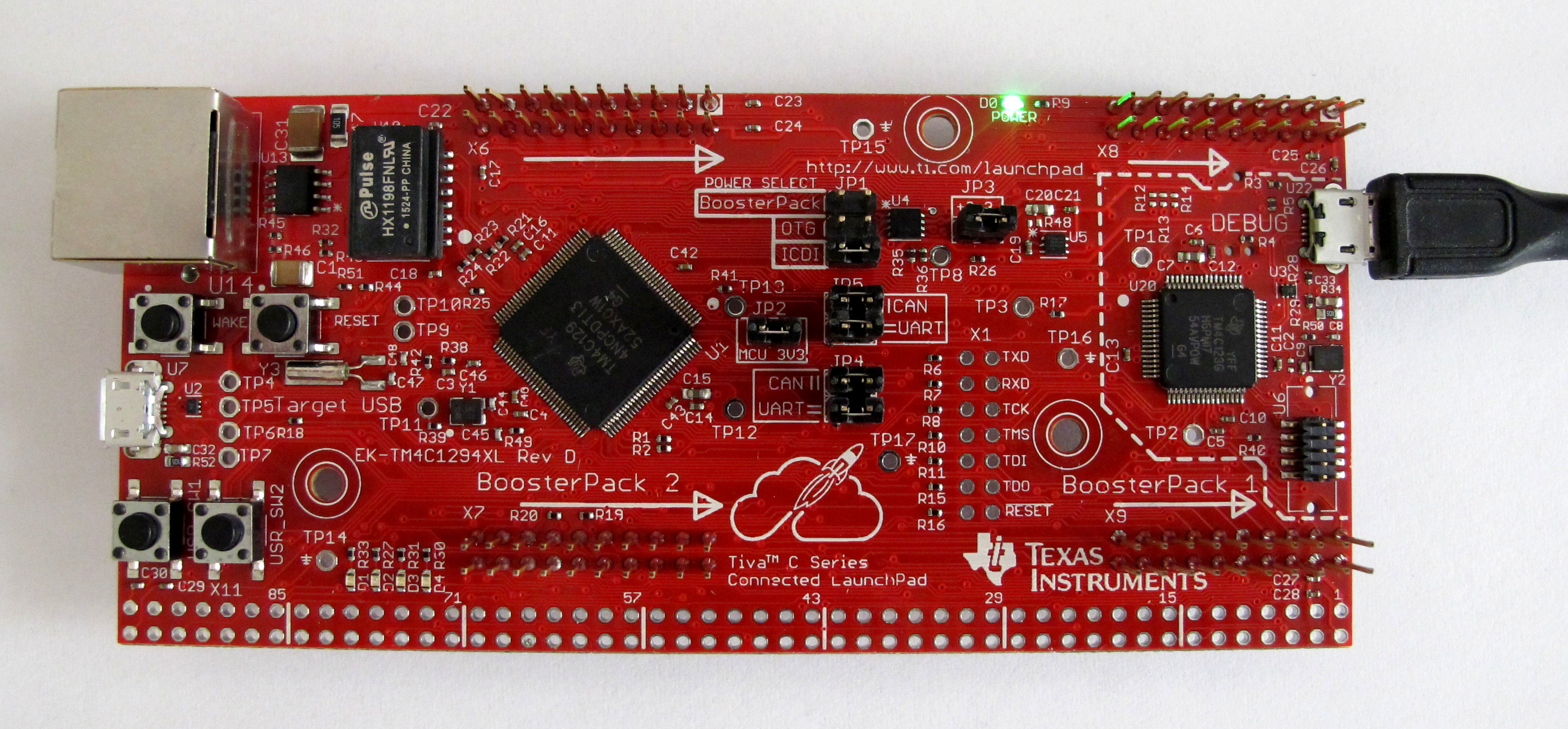
Placa EK-T4C1294XL

Tiva-C LaunchPad (o T4C)  és una plataforma de prototips electrònics basats en una família de microcontroladors creada per Texas Instruments. Les plaques de prototips són de la grandària aproximada d'una targeta de crèdit. Estan equipades amb un microcontrolador ARM Cortex-M4F, fabricat per Texas Instruments, amb una CPU de 32 bits funcionant de 80 a 120 MHz. La T4C Seriïs T4C123G LaunchPad és una millora de la TU de la Stellaris LaunchPad afegint opcions de suport de PWMs per a control de moviment i amb suport d'USB Host.
Estan equipats amb 40 o 80 pines multifunció, és a dir, poden ser configurats com a entrades o sortides, digitals o analògiques o altres funcions, permetent una gran varietat d'aplicacions. Els seus pines són compatibles amb l'estàndard de 3,3 V.

## Comparació amb Arduino
A part del millor rendiment de les CPU ARM Cortex-M4F, el rellotge és de 80 MHz o 120 (en la versió bàsica), la qual cosa fa a la plaques Tiva-C de 5 a 7 vegades més ràpides que els microcontroladors del Arduino UN, que són ATMEGA328P a 16 MHz. Igual que amb qualsevol Cortex M4, la CPU és compatible amb les instruccions DSP (Digital Signal Processor), amb algunes limitacions. En aquest cas, és capaç de realitzar el processament del senyal, per exemple, el mostreig de la veu humana humana amb una bona qualitat, capaç de ser processada en Matlab

## Programari de programació
Es pot utilitzar el llenguatge C amb un compilador subministrat per Texas Instruments, utilitzar el compilador GCC (GNU Compiler Collection) o a través del Projecte Energia que és una variant Open Source de l'entorn de desenvolupament integrat (IDE) del Arduino. Té un programa bootloader pre-instal·lat, permetent que la placa pugui ser reprogramada mitjançant un port estàndard USB 2.0 (que no requereix maquinari especial).

## Popularitat
LaunchPad ha aconseguit certa popularitat entre els aficionats per la seva flexibilitat, la disponibilitat de programari de desenvolupament gratuït i la capacitat de reprogramar-ho sense usar cap maquinari especial.

## Projectes LaunchPad
s'han construït Molts projectes totalment utilitzables utilitzant el LaunchPad com a plataforma base, sovint amb poques o cap parts addicionals. Hi ha plans per convertir el LaunchPad en un dispositiu portàtil ARM-ISP per programar una família completa de dispositius ARM. També hi ha cursos disponibles i llibres gran públic per aprendre a programar ARM utilitzant el llenguatge C, aplicables a qualsevol disseny LaunchPad.